# 8374 Хорогата
8374 Хорогата (8374 Horohata) — астероїд головного поясу, відкритий 10 січня 1992 року.
Тіссеранів параметр щодо Юпітера — 3,161.